# Susanne Page
Susanne Page (3. března 1938 – 13. května 2024) byla americká fotografka. Nejznámější je díky svým fotografiím domorodých Američanů z amerického jihozápadu. Page pracovala 40 let pro Informační agenturu Spojených států jako fotografka. Zemřela 13. května 2024 ve věku 86 let.

## Dílo
Susanne Page vytvořila dokumentární fotografie lidí z kmene Hopi a Diné (Navajo), které se zabývají každodenním životem. V roce 1974 ji starší Hopi pozvali, aby vyfotografovala lidi Hopi a rostliny a zvířata, která určují jejich způsob života. Starší Hopi viděli její fotografie lidí Diné, které je přesvědčily o jejím smyslu dokumentární fotografky. V důsledku toho byla první fotografkou od počátku 20. století, kterou k tomu kmen pověřil.
Práce autorky byla hojně vystavována a publikována. Padesát jejích fotografií je uloženo ve stálé sbírce Národního muzea amerických indiánů Smithsonian Institution.

## Vybrané fotografické knihy
- Song of the Earth Spirit, fotografie a text Susanne Page, předal David Brower. Friends of the Earth, McGraw-Hill, Ballantine Books (1973) ISBN 9780913890264
- Hopi, fotografie: Susanne Page, text: Jake Page. Harry Abrams Publisher, (1982), a Hopi, Twenty Fifth Anniversary Edition, obnovený design: Rio Nuevo Publishers. (2009) ISBN 9781933855264
- A Celebration of Being: Photographs of the Hopi and Navajo, fotografie a text Susanne Page, předal Robert Redford. Northland Publishing, (1989) ISBN 9780873584951
- Navajo, fotografie Susanne Page, text Jake Page. Harry Abrams Publisher, (1995) a Navajo, redesign Rio Nuevo Publishing (2010) ISBN 9781933855271
- Field Guide to Southwestern Indian Arts and Crafts, fotografie: Susanne Page, text Jake Page. Random House Publishing (1998) ISBN 9780679770275
- Indian Arts of the Southwest, fotografie: Susanne Page, text: Jake Page. Rio Nuevo Publishers, (2008) ISBN 9781933855172